# パーヤップ大学
パーヤップ大学（パーヤップだいがく、英語: Payap University、タイ語: มหาวิทยาลัยพายัพ）はタイ王国チェンマイ県にある私立大学である。1974年にタイ国キリスト教団によって創設された。タイ国私立高等教育機関協会の創設メンバー、また、アジア・キリスト教大学協会（ACUCA）と東南アジア高等教育機関協会（ASAIHL）のメンバー大学でもある。

## 歴史
パーヤップ大学の歴史は長く、その前身のひとつは1888年に設立された神学校に求めることができる。この神学校はマックギルバリー神学カレッジ（McGilvary College of Divinity）と呼ばれていたが合併して、現在の神学部となっている。当初は初等教育を修了した学生を受け入れていたが、次第に高校課程修了が受け入れ条件となって行き、1960年に設置された7年課程神学学士コースでは公式に高校卒業が受け入れ条件となった。もうひとつの大学の前身となるマコーミック病院看護学校は1923年に創設された。当初は最低限の教育を受けていることを条件に入学を許可していたが、1961年に高校課程の修了を入学条件とした。学位は各学校機関から授与したが、当時タイ王国政府から大学の学位として承認を受けていなかった。
1969年、政府が私立大学法を公布すると、タイにおける私立高等教育機関は法律上の地位を獲得することになった。この法律を受けて、タイ国神学校（Thailand Theological Seminary）とマコーミック病院看護学校は私立大学設立のための協議を開始。最終的には、タイ国キリスト教団、米国長老派ミッション、ディサイプル派海外牧師部が共同して大学設立文書を作成し、タイ政府に提出した。1974年3月21日、パーヤップ大学はバンコク首都圏を除いて、タイで第一番目の私立大学となった。
創設時、パーヤップ大学は大学設備を借りながら運営された。大学は当初、2カ所にキャンパスを持っており、ひとつはマコーミック病院の隣地、もうひとつは8 kmほど離れたチェンマイ市西部地域にある4エーカーの土地であり、3棟の寄宿舎があった。当初の計画では、この二ヶ所のキャンパスを開発してゆく予定であったが、すぐにチェンマイ市西部地域の4エーカーのキャンパスの開発は実行不可能になってしまった。これはチェンマイ市西部地域の不動産価格の急騰により、土地の追加購入が不可能になったためである。さらにマコーミック病院の向かいにある東部のキャンパスでは、看護学校と神学校の学生と看護師の宿舎の収容力が限界に近づいていており、もし16エーカーの東部キャンパスに新しい建物を建てたとしても、今後数千人分の学生が収容できなくなってしまう状況になっていた。1974年大学理事会はマコーミック病院の西3 kmほどにある120エーカーの土地の購入を投票により決定した。このキャンパスが現在、メインキャンパスとして使用されているメーカーオキャンパスである。その後も土地の追加購入があり、最終的には、キャンパスは275エーカーまで拡大した。
1975年、パーヤップ大学は、バンコクの建設会社メトロポリタン・エンジニアリングコンサルタント（Metropolitan Engineering Consultants Co., Ltd.,） と、キャンパス10カ年開発計画の策定準備のために契約を締結した。この計画ではまず1982年までに5棟の校舎をメーカーオキャンパスに建築した。さらにその後、16棟の校舎がメーカーオキャンパスに建設された。他方、ゲーオ・ナワラットキャンパスでも神学部、看護学部、音楽部、キリスト教交流インスティチュート、大学アーカイブを設置し、授業を継続して行っていた。
1984年にパーヤップ大学の成果は、タイ政府に認められることになり、タイ国内私立大学で初となる完全に政府公認を受けた私立総合大学に昇格した。これを契機に、大学はさらに発展し、学生の収容力や大学教育も順調に増強された。また米国やそのほかの国々の支援を受けて大学院教育が進み、教員の訓練も充実してゆくことになった。さらに東南アジアや世界各地から学生を求め、幅広い分野で国際プログラムをスタートさせた。

## 教育
パーヤップ大学はリベラルアーツ教育と予備専門教育を行っており、12の学部で22のタイの学位を授与している。

## 国際性
パーヤップ大学は、アメリカ合衆国、中華人民共和国、ミャンマー、韓国、フランス、ドイツ、メキシコ、日本、パキスタン、インド、トルコなどおよそ30の国々から200人以上の留学生を受け入れている。学生たちは英語で学士、修士のプログラムを行っている。非英語圏の学生に関しては、大学における集中的な英語の学習を通して、英語の技術を上達してゆく。

## キャンパス
- メーカーウキャンパス‐チェンマイ県ムアンチェンマイ郡チェンマイ=ラムパーン・スーパーハイウェイ
- ケーオナワラットキャンパス‐チェンマイ県ムアンチェンマイ郡ケーオナワラット通り
- ターンケーオキャンパス‐チェンマイ県ムアンチェンマイ郡フワイケーオ通り